# 1795 Woltjer
Az 1795 Woltjer (ideiglenes jelöléssel 4010 P-L) a Naprendszer kisbolygóövében található aszteroida. Cornelis Johannes van Houten, Ingrid van Houten-Groeneveld és Tom Gehrels fedezte fel 1960. szeptember 24-én.